# Chaland de transport de matériel

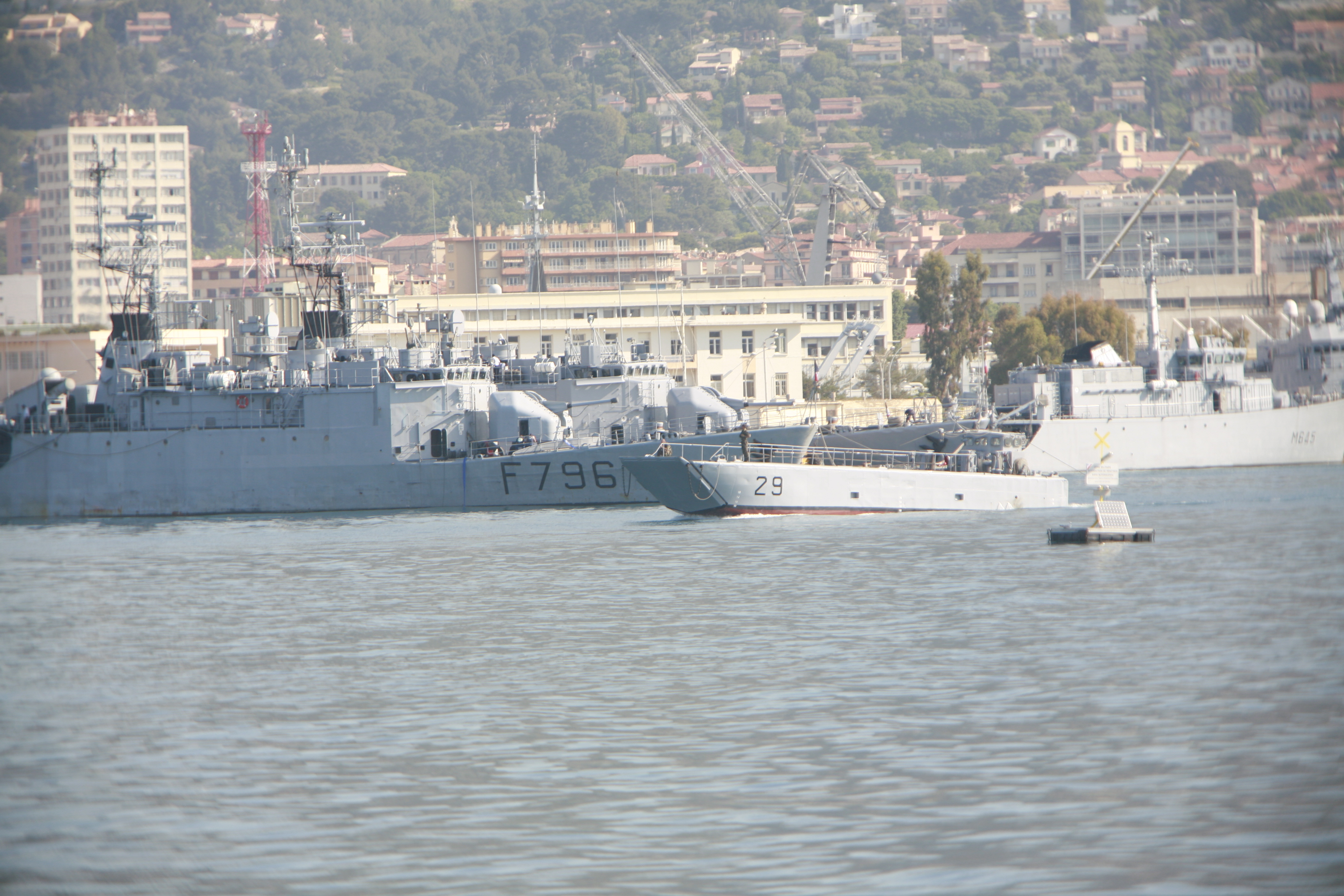
Il CTM 29 della Marine nationale.

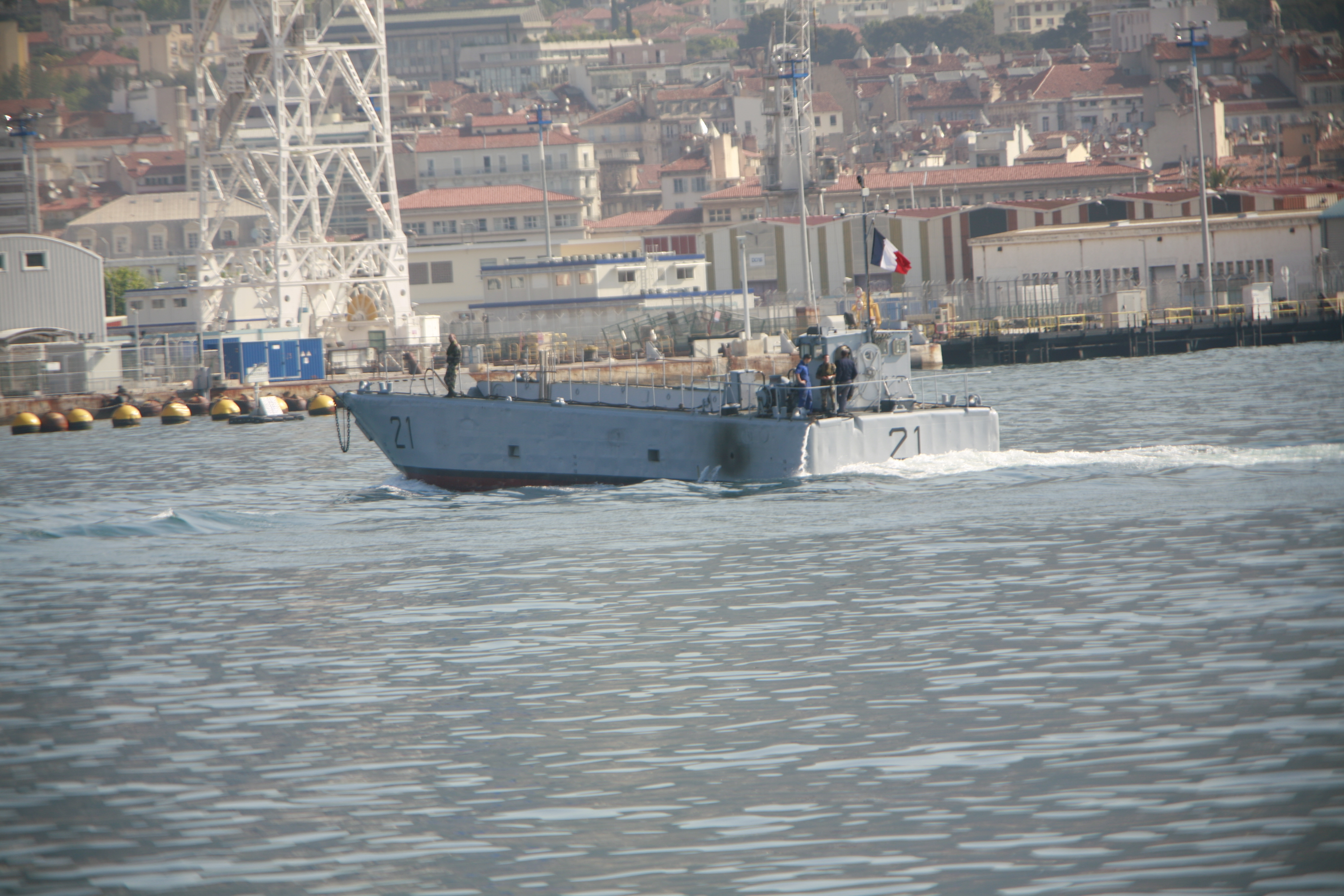
Il CTM 21 della Marine nationale.

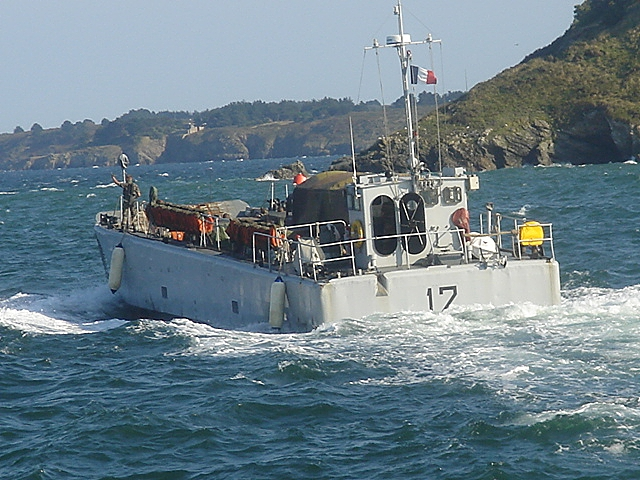
Un CTM della Marine nationale.

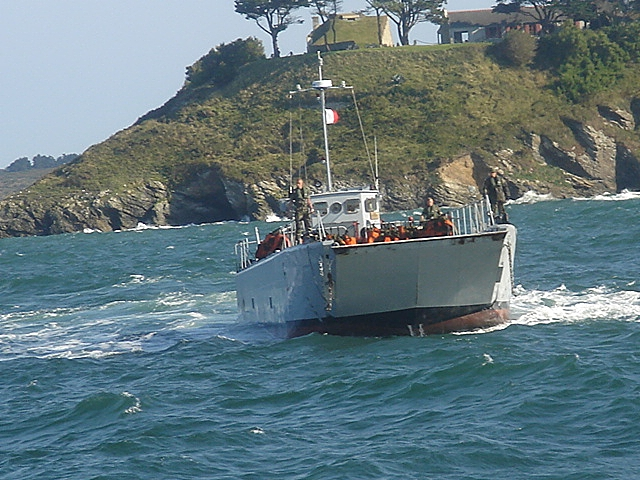
Un CTM della Marine nationale.

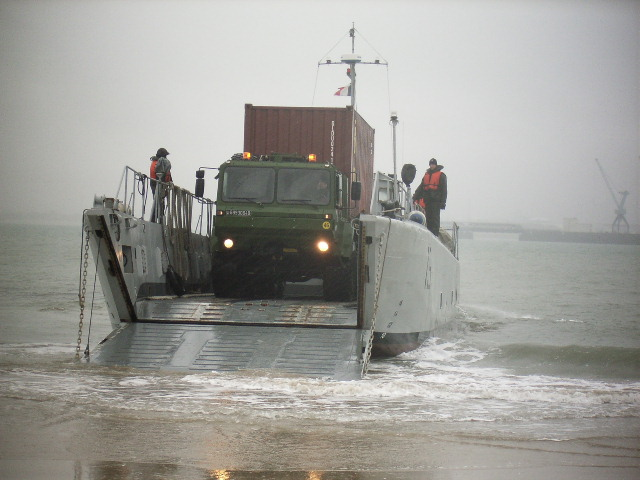
Un VPCM a bordo di un CTM dell'Armée de terre.

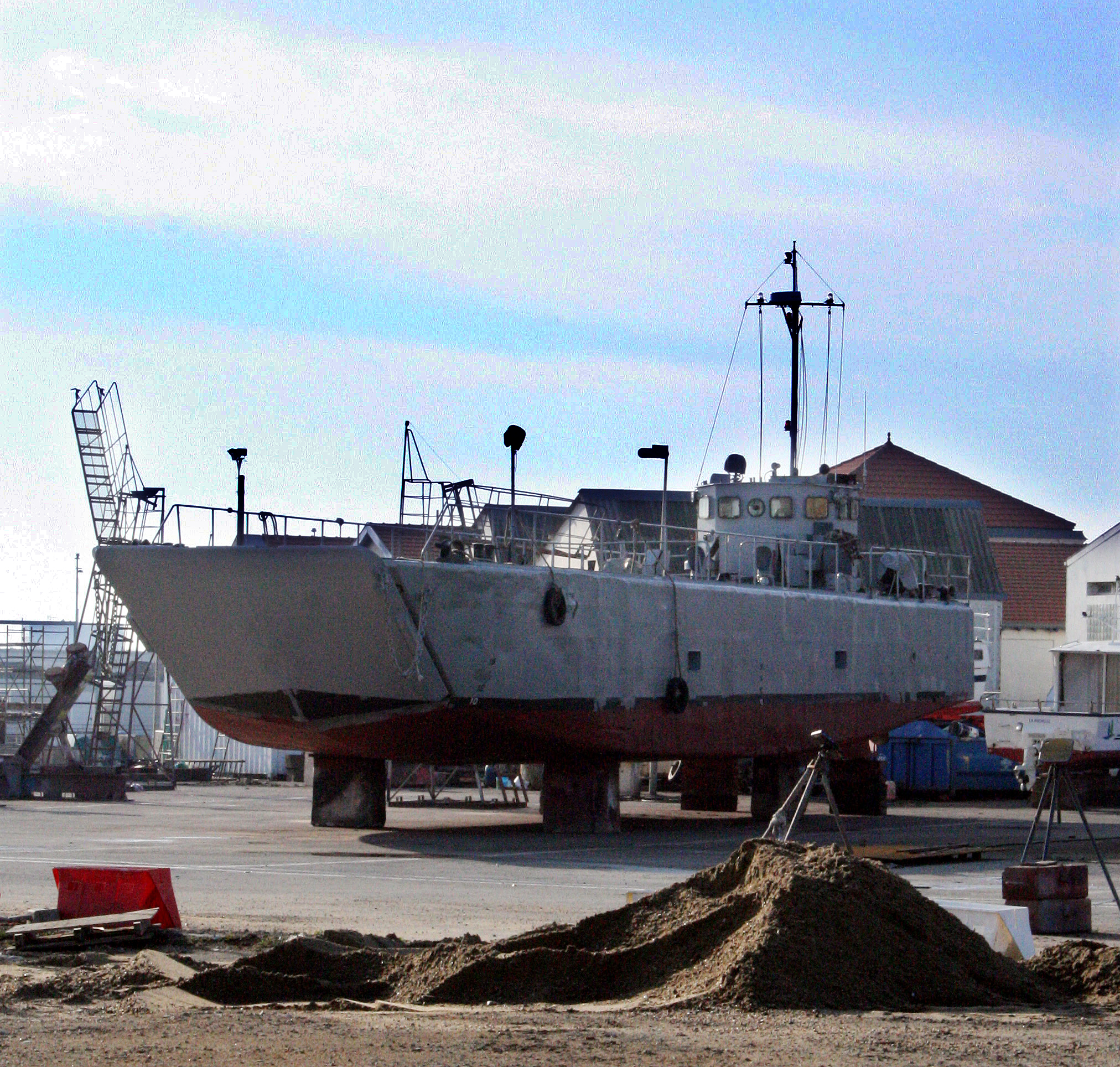
Un CTM dell'Armée de terre.

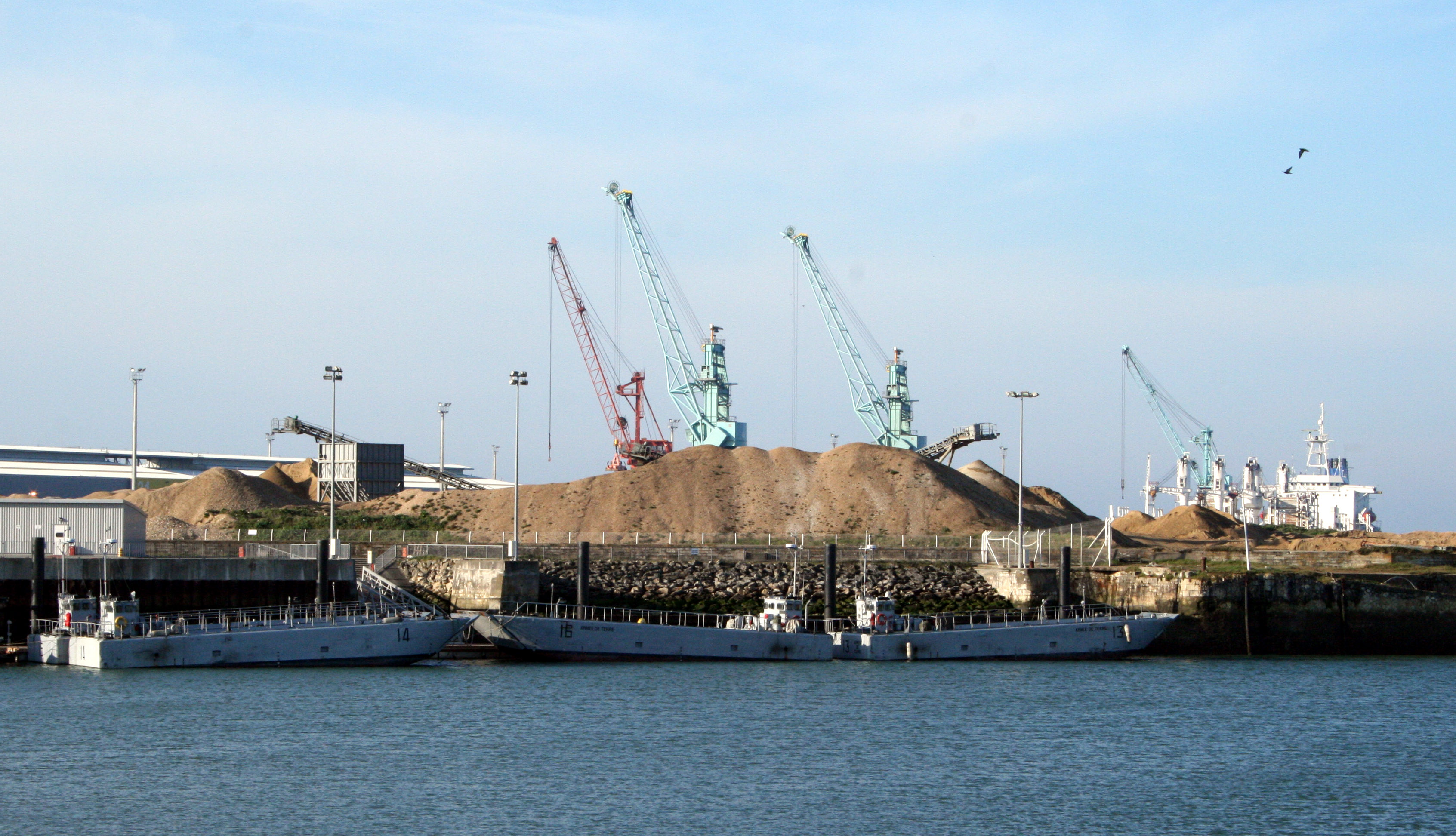
Tre CTM dell'Armée de terre.

Il Chaland de Transport de Matériel, in sigla CTM (dal francese: Chiatta da Trasporto di Materiale) è un mezzo da sbarco di tipo Landing Craft Mechanized (LCM) della Marine nationale.

Successivamente all'ingresso in servizio degli EDA-R, i CTM sono stati rinominati Engin de débarquement amphibie standard, in sigla EDA-S (dal francese: Mezzo da sbarco anfibio standard).

## Descrizione
Essi possono spiaggiare direttamente il loro carico attraverso il portellone anteriore; derivano direttamente dagli LCM-8 Mike Boat statunitensi; furono realizzati per supportare le operazioni anfibie durante i test nucleari francesi nell'oceano Pacifico e per essere utilizzati a partire dalle LPD francesi.

Una LPD della classe Ouragan poteva imbarcare fino a 8 CTM, mentre una LPD della classe Foudre ne poteva imbarcare fino a 10, una LHD della classe Mistral ne può imbarcare fino a 4.

I CTM furono realizzati in quattro tranche: una prima tranche di 3 CTM (da 1 a 3) fu ordinata nel 1964 alla Constructions mécaniques de Normandie, una seconda tranche di 11 CTM (da 4 a 14) fu ordinata nel 1965 e nel 1966 alla CMN e alla DCAN, una terza tranche di 2 CTM (15 e 16) fu ordinata nel 1970 alla CMN e infine una quarta tranche di 21 CTM (da 17 a 31 + 6 per l'Armée de terre) fu ordinata nel 1982 alla CMN.

## CTM NG
NG sta per nuova generazione, si tratta di un nuovo modello di CTM realizzato dalla DCNS e destinato all'esportazione per operare insieme alle navi della classe Mistral.

La differenza principale rispetto ai CTM è che la nuova versione NG è di tipo Ro-Ro, come i nuovi LCM spagnoli del tipo LCM-1E; essi sono inoltre leggermente più grandi: circa 27 metri di lunghezza per quasi 7 metri di larghezza per i CTM NG, contro 23 metri di lunghezza per 6,3 di larghezza per i CTM.

Essi possono imbarcare 2 VBCI o 1 Leclerc alla velocità di 12 nodi.

4 esemplari di CTM NG erano stati ordinati dalla Voenno-Morskoj Flot Rossijskoj Federacii per costituire la batteria di mezzi da sbarco delle due Mistral acquistate. Le 2 Mistral insieme ai 2 EDA-R e ai 4 CTM NG (ordinati dalla Russia) sono stati infine venduti all'Egitto.

## Unità
| Matricola                         | Nome             | EIS              | DIS              | Note                                       |
| Marine nationale                  | Marine nationale | Marine nationale | Marine nationale | Marine nationale                           |
| --------------------------------- | ---------------- | ---------------- | ---------------- | ------------------------------------------ |
| CTM 1                             | -                | 1965             | 1982             |                                            |
| CTM 2                             | -                | 1965             | 1990             | Trasferita alla Marine sénégalaise         |
| CTM 3                             | -                | 1965             | 2004             |                                            |
| CTM 4                             | -                | 1966             | 1986             |                                            |
| CTM 5                             | -                | 1966             | 2000             | Trasferita alla Marine royale (Marocco)    |
| CTM 6                             | -                | 1966             | 1988             |                                            |
| CTM 7                             | -                | 1966             | 1985             |                                            |
| CTM 8                             | -                | 1967             | 1985             |                                            |
| CTM 9                             | Mayumba          | 1967             | 2000             |                                            |
| CTM 10                            | Guéréo           | 1967             | 1997             |                                            |
| CTM 11                            | -                | 1967             | 1983             |                                            |
| CTM 12                            | -                | 1967             | 2000             |                                            |
| CTM 13                            | -                | 1967             | 1995             |                                            |
| CTM 14                            | Tchibana         | 1967             | 1999             | Trasferita alla Marine de Djibouti         |
| CTM 15                            | Koutio           | 1972             | 1999             | Trasferita alla Marine de la Côte d'Ivoire |
| CTM 16                            | -                | 1972             | 1999             | Trasferita alla Marine de la Côte d'Ivoire |
| CTM 17                            | -                | 1982             | 2015             |                                            |
| CTM 18                            | -                | 1982             | In servizio      |                                            |
| CTM 19                            | Do Ha            | 1983             | 2011             | Trasferita alla Armada de Chile            |
| CTM 20                            | Néké Grav        | 1983             | In servizio      |                                            |
| CTM 21                            | Guéréro          | 1983             | In servizio      |                                            |
| CTM 22                            | Kien An          | 1982             | In servizio      |                                            |
| CTM 23                            | Song Can         | 1983             | In servizio      |                                            |
| CTM 24                            | -                | 1984             | 2011             | Trasferita alla Armada de Chile            |
| CTM 25                            | -                | 1984             | In servizio      |                                            |
| CTM 26                            | -                | 1985             | In servizio      |                                            |
| CTM 27                            | Indochine        | 1986             | In servizio      |                                            |
| CTM 28                            | Tonkin           | 1988             | In servizio      |                                            |
| CTM 29                            | Nui Dho          | 1988             | In servizio      |                                            |
| CTM 30                            | Tchibana         | 1989             | In servizio      |                                            |
| CTM 31                            | Koutio           | 1992             | In servizio      |                                            |
| Armée de terre                    |                  |                  |                  |                                            |
| CTM 12                            | -                | 1983             | 2010             | Trasferita alla Marine nationale           |
| CTM 13                            | -                | 1983             | 2010             | Trasferita alla Marine nationale           |
| CTM 14                            | -                | 1983             | 2010             | Trasferita alla Marine nationale           |
| CTM 15                            | -                | 1983             | 2010             | Trasferita alla Marine nationale           |
| CTM 16                            | -                | 1983             | 2010             | Trasferita alla Marine nationale           |
| CTM 17                            | -                | 1983             | 2010             | Trasferita alla Marine nationale           |
| Al-Quwwāt al-Baḥriyya al-Miṣriyya |                  |                  |                  |                                            |
| CTM NG (1)                        | -                | 2016             |                  |                                            |
| CTM NG (2)                        | -                | 2016             |                  |                                            |
| CTM NG (3)                        | -                | 2016             |                  |                                            |
| CTM NG (4)                        | -                | 2016             |                  |                                            |